# Lovtsjantsi
Lovtsjantsi (Bulgaars: Ловчанци) is een dorp in de Bulgaarse gemeente Dobritsjka, oblast Dobritsj. Het dorp ligt hemelsbreed 17 km ten noordwesten van de regionale hoofdstad Dobritsj en 366 km ten noordoosten van Sofia.

## Bevolking
Op 31 december 2020 telde het dorp Lovtsjantsi 733 inwoners. Het aantal inwoners vertoont al jaren een dalende trend: in 1965 woonden er nog 1.497 inwoners in het dorp.
|  |

In het dorp vormen etnische Bulgaren een meerderheid, maar er leven ook etnische Roma en Turken. In februari 2011 identificeerden 320 van de 540 ondervraagden zichzelf als “Bulgaren”, 116 ondervraagden als “Roma” en 46 personen als “Turken”. 
| Etnische samenstelling van de respondenten (2011) | Etnische samenstelling van de respondenten (2011) | Etnische samenstelling van de respondenten (2011) | Etnische samenstelling van de respondenten (2011) | Etnische samenstelling van de respondenten (2011) |
| ------------------------------------------------- | ------------------------------------------------- | ------------------------------------------------- | ------------------------------------------------- | ------------------------------------------------- |
|                                                   |                                                   |                                                   |                                                   |                                                   |
| Bulgaren                                          | Bulgaren                                          |                                                   | 59,3%                                             | 59,3%                                             |
| Turken                                            | Turken                                            |                                                   | 8,5%                                              | 8,5%                                              |
| Roma                                              | Roma                                              |                                                   | 21,5%                                             | 21,5%                                             |
| Anders/Onbekend                                   | Anders/Onbekend                                   |                                                   | 10,7%                                             | 10,7%                                             |